# Knut (frusta)

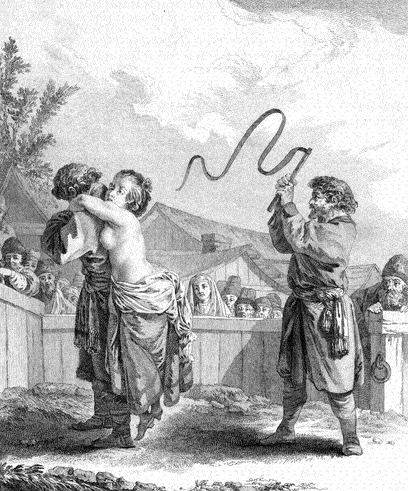
Flagellazione con lo knut

Lo knut (кнут in russo) designa la frusta utilizzata nell'Impero russo per flagellare i criminali e gli oppositori politici.
(Jules Verne, Michele Strogoff)

## In Russia
Lo knut potrebbe essere d'origine tatara e apparve in Russia nel XV secolo, sotto il regno di Ivan III, granduca di Mosca (1462-1505). Alcuni fanno derivare il nome dalla lingua dei Variaghi, che lo avrebbe ereditato dallo svedese knutpiska, tipo di frusta con nodi. Altri propendono per un'origine germanica (vedi il tedesco Knute, l'olandese knoet, l'anglo cnotta, l'inglese knot).
I knut russi erano realizzati in diversi modi:
- frusta lunga 40 cm, con un manico di 25; una seconda cinghia era collegata ad esso mediante un anello metallico; alla seconda cinghia venivano attaccati, sempre con un anello, parecchie altre strisce brevi terminanti in ganci aventi la forma di becchi;
- fatto con diverse strisce di cuoio intrecciate con fili, le estremità erano lasciate libere, come nel gatto a nove code;
- grande knut costituito da un manico di 60 cm, con una cinghia di cuoio lunga un metro e venti, collegata tramite un anello di ottone o rame con un'altra banda più larga, lunga 60 cm, e terminante in un nodo; veniva imbevuta di latte e lasciata essiccare al sole per renderla più dura.

In Russia, lo knut serviva a frustare, come punizione corporale, criminali e oppositori politici. Pietro I di Russia è tradizionalmente accusato d'avere condannato allo knut il figlio Alessio. Anche se non sappiamo con certezza se lo abbia fatto lui personalmente, si presume sia così, e comunque il giovane morì per le fustigazioni subite.
Il boia era di solito un criminale che aveva seguito un periodo di prova e di formazione, e che beneficiava di una riduzione della pena per i suoi servizi come torturatore.

### Supplizio dello knut
Il condannato, a torso nudo, veniva legato ad un palo o tenuto fermo da un assistente e riceveva i colpi di knut sul dorso. Ogni colpo strappava lembi di pelle e di carne dal collo alla vita del malcapitato.
Una condanna a cento o centoventi colpi di frusta equivaleva ad una condanna a morte. Ma pochi prigionieri sopravvivevano fino alla fine della pena: una ventina di colpi erano sufficienti a mutilare permanentemente.

### Supplizio del grande knut

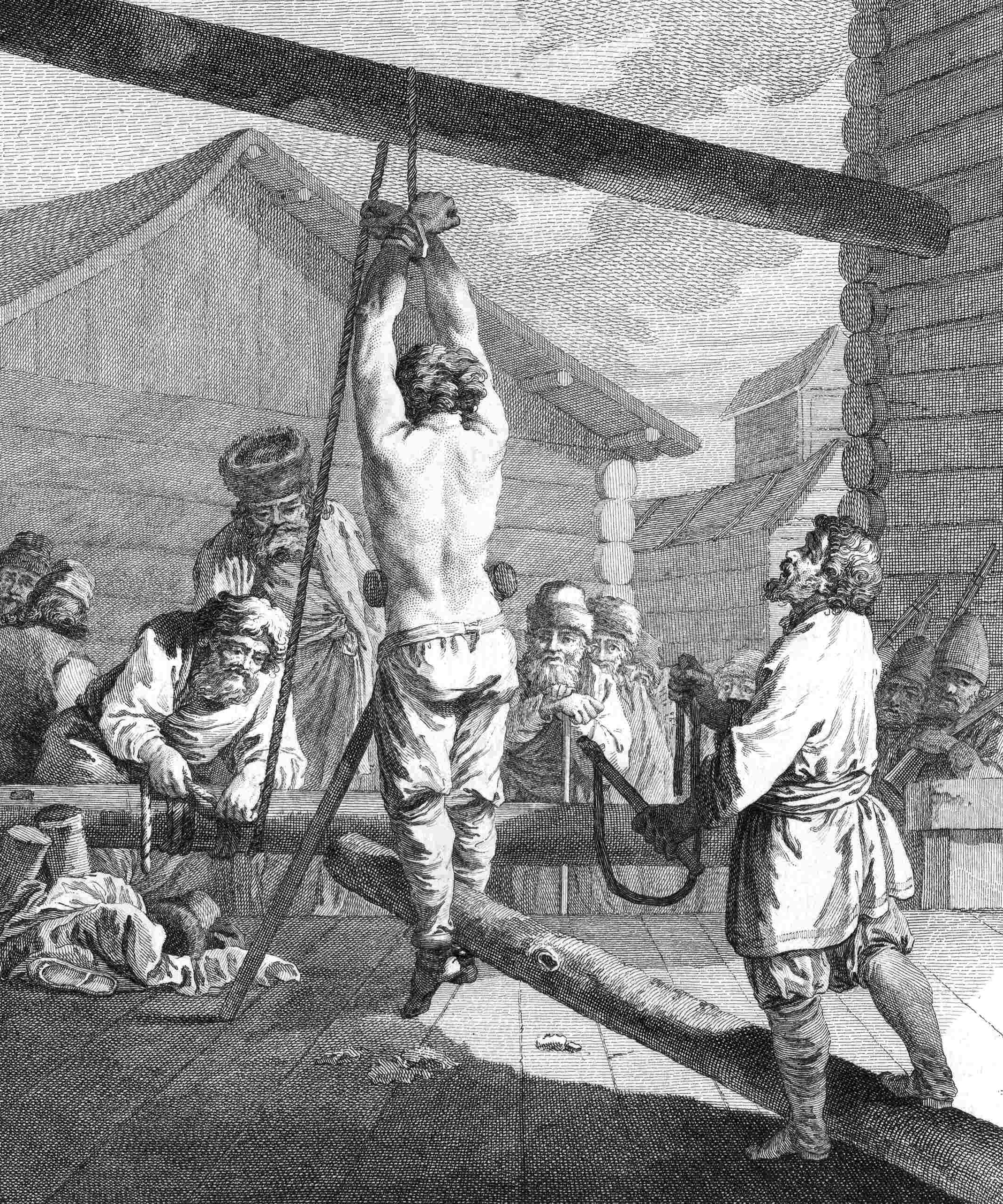
Il grande knut

Il condannato veniva sospeso per i polsi ad una forca e, spesso, una pesante trave veniva fatta passare tra i piedi legati insieme per slogargli le membra e far sì che la tensione del corpo aumentasse le lacerazioni provocate dai colpi dello knut. Lo knut utilizzato poteva avere una cinghia più lunga a seconda delle circostanze.
Col grande knut venti colpi erano sufficienti per uccidere una persona per cui più che di uno strumento di tortura si trattava di un metodo di esecuzione.

### Abbandono
Nel 1845, Nicola I abolì lo knut, e lo sostituì con il pleite, una frusta più piccola, con tre strisce, che terminavano con palle di filo intrecciato.
Anche dopo la sua eliminazione ufficiale, lo knut è stato mantenuto nel codice penale, e usato in Siberia, per aggiungere un'ulteriore crudeltà alla vita degli ergastolani.

## Altri usi
In Europa occidentale, questo strumento terrificante divenne sinonimo della tirannia crudele del governo autocratico dell'Impero russo, come il Sjambok lo fu per il regime dell'apartheid in Sudafrica, o il linciaggio negli Stati Uniti d'America.
Il knut è protagonista di un racconto di Carolina Invernizio dal titolo La vendetta di un marito, uscito nella raccolta Nella rete (Firenze, Salani, 1900).